# Sonic the Hedgehog: Triple Trouble
Sonic the Hedgehog: Triple Trouble, chamado no Japão de Sonic & Tails 2 (ソニック&テイルス2), é um jogo de plataforma para Game Gear da série Sonic the Hedgehog. Foi desenvolvido pela Aspect e publicado pela Sega originalmente em 1994. É considerado a sequência direta de Sonic Chaos. Este é o único jogo da série para Game Gear com um modo time attack, além de ser o primeiro jogo da série em que aparecem Knuckles the Echidna e Fang the Sniper (Nack The Wasel na versão japonesa), apesar de serem personagens não jogáveis.
Triple Trouble foi relançado em 2003 como parte do Sonic Adventure DX: Director's Cut para Nintendo GameCube e PC como um jogo secreto para desbloquear. Em 2005, foi relançado como parte do Sonic Gems Collection para PlayStation 2 e GameCube. E Sonic Triple Trouble foi relançado na Coleco Sonic juntamente com outros 19 títulos de Game Gear e Master System em 2006. Em 2012, apareceu para venda individual no Virtual Console do Nintendo 3DS.

## Jogabilidade
Enquanto os primeiros jogos da série Sonic the Hedgehog para Game Gear eram apenas versões dos jogos do Sega Master System, e faltavam alguns dos elementos encontrados nos jogos do Mega Drive, este jogo exclusivo para Game Gear é muito maior em tamanho em relação aos seus antecessores. A jogabilidade foi tão trabalhada, que ela foi mantida nos próximos jogos Sonic para Genesis.
Este é o primeiro jogo Sonic em que o jogador não perde todos as suas argolas após se machucar. Nesse caso em específico, durante qualquer um dos atos das Zonas 1, 2 ou 6, ou qualquer primeiro ato de qualquer Zona, cada choque fará com que Sonic perca 30 argolas. No segundo ato das Zonas 3, 4 ou 5, 50 argolas serão perdidos.
A escolha é dada ao jogador para escolher Sonic ou Tails. Sonic tem a habilidade para efetuar o Strike Dash/Super Peel Out, como em Sonic Chaos, que dá à Sonic um aumento de velocidade e invencibilidade temporária, mas deixando o personagem totalmente indefeso após o ato. E Tails tem a habilidade de voar, alcançando assim áreas secretas e inalcançáveis para Sonic, porém é um voo temporário, fazendo com que Tails se canse rapidamente.
Os inimigos são Dr. Robotnik, Knuckles e o novo personagem Nack the Weasel, que aparece nas Special Stages (estágios especiais) para disputar a posse das Esmeraldas do Caos.

## História
Dr. Robotnik estava destinado a capturar todas as Chaos Emerald. Mas infelizmente para ele, um acidente na fase de testes da sua nova arma destruidora, o Destruidor Atômico (Atomic Destroyer), lança todas as Esmeraldas de volta ao redor do mundo, restando apenas a Esmeralda amarela. Quem acha as esmeraldas restantes é ganancioso Fang, a doninha ("Nack The Weasel" japonesa). Desconhecendo o poder místico das esmeraldas, ele as mantém por considerá-las valiosas no mercado. Logo, um misterioso equidna guardião das Esmeraldas chamado Knuckles, desce da Angel Island ao saber que as esmeraldas foram espalhadas. Sonic e Tails também vão atrás das esmeraldas para evitar que elas caiam nas mãos erradas. No entanto, Robotnik consegue convencer Knuckles que Sonic e Tails são vilões e que vieram roubar as esmeraldas. Agora Sonic e Tails têm um triplo problema nas mãos: o ambicioso Fang, Dr. Robotnik e Knuckles. Todos fazendo o possível para atrapalhar Sonic e Tails na busca das Esmeraldas do Caos…após enfrentar Robotnik, Knuckles e Nack varias vezes Sonic recupera as Esmeraldas e chega na base de Eggman onde enfrenta Metal Sonic depois luta com Robotnik e após derrota-lo Robotnik foge. Sonic então salva Knuckles e os dois fogem da base e Sonic cai no tornado enquanto Knuckles planava.